# 波氏刺尻魚
波氏刺尻魚為輻鰭魚綱鱸形目鱸亞目蓋刺魚科的其中一個種。

## 分布
本魚分布於中西太平洋的夏威夷群島及強斯頓環礁。

## 深度
水深5至138公尺。

## 特徵
本魚體側扁，呈橢圓形，體以鮮橘色為底，在身體、頭部與鰭上密布垂直黑色的斑紋； 背鰭、尾鰭與臀鰭具淡藍色邊緣； 胸鰭與腹鰭為橘色或鮮黃色。體長可達10公分。

## 生態
本魚棲息於臨海礁石的碎石區域，以藻類與有機碎屑為食。行一夫一妻制，繁殖期在每年十二月中到隔年五月。

## 經濟利用
為觀賞性魚類。